# Baldino da Surso
Baldino da Surso ou Baldino di Surso est un sculpteur italien du XVe siècle. Sculpteur gothique tardif, il est actif en Lombardie et dans le Piémont entre les années 1440 et les années 1470.
L'un de ses chœurs, signé et daté « 1477 die 20 mensis octobris hoc opus fecit Baldinus de Surso papiensis », qui se trouvait dans la cathédrale Santa Maria Assunta d'Asti, est transféré au musée diocésain local, tandis que la basilique San Michele Maggiore de Pavie abrite une petite crèche en bois sculptée par Baldino en 1473.
Il meurt en 1478.